# Buisán (Huesca)
Buisán es una localidad perteneciente al municipio de Fanlo, en la provincia de Huesca, comunidad autónoma de Aragón, España. En 2021 contaba con 10 habitantes empadronados, 7 hombres y 3 mujeres.